# Cimiteri per stranieri in Giappone

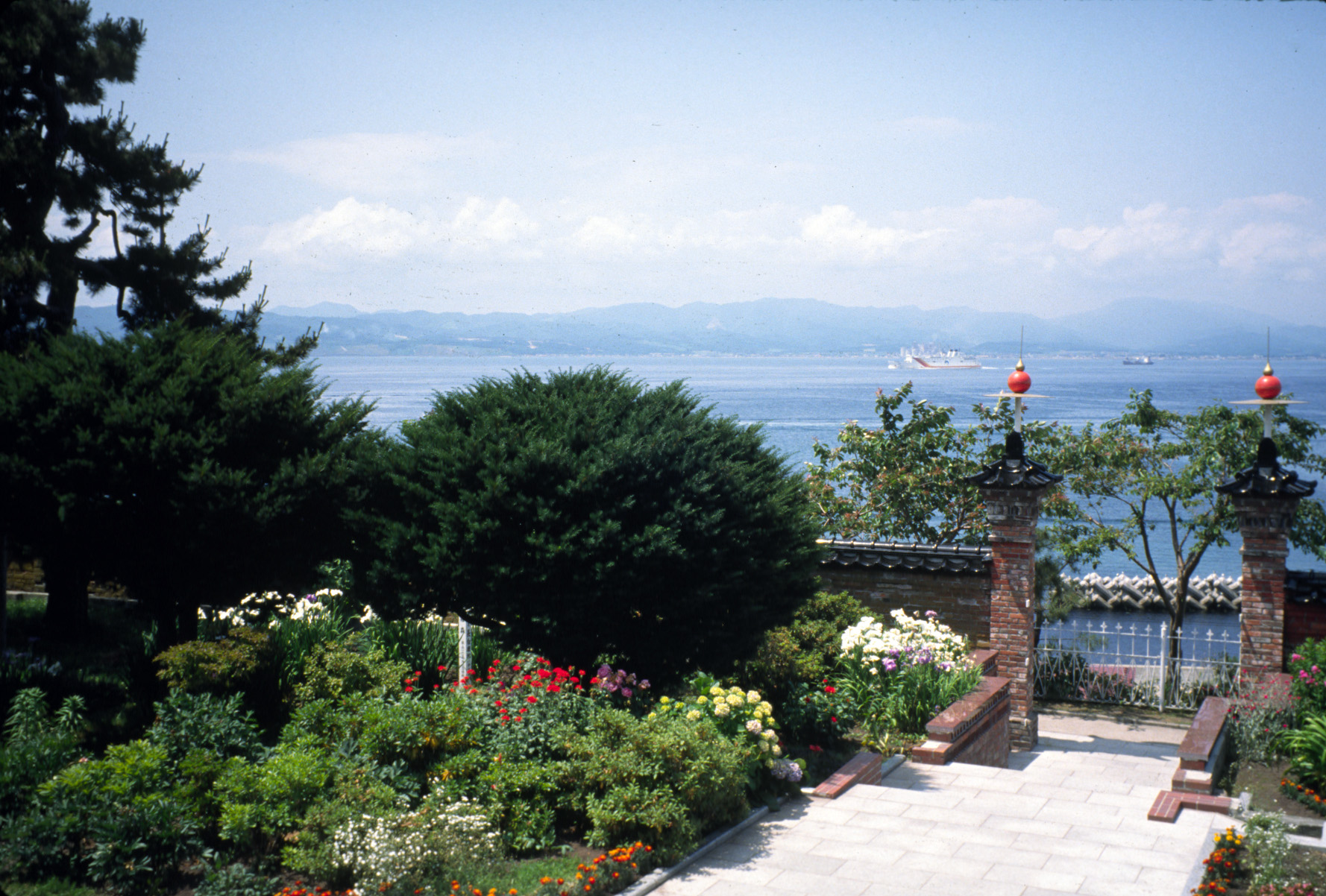
Cimitero per stranieri a Hakodate

Esistono vari cimiteri per stranieri in Giappone (外国人墓地?, gaikokujin bochi), localizzati nelle città che maggiormente hanno visto l'avvicendarsi di presenza straniera, ovvero nella capitale Tokyo e nei vecchi porti di Nagasaki, Kōbe, Yokohama e Hakodate, dove era maggiore l'interscambio commerciale. Tali cimiteri custodiscono i resti mortali degli stranieri residenti nel Paese del Sol Levante ma non contengono spoglie di caduti in guerra.

## Tokyo
Il cimitero dedicato agli stranieri è parte del grande cimitero municipale di Aoyama Reien (青山霊园), il primo cimitero pubblico fondato in Giappone, famoso anche per le fioriture dei ciliegi che ne ricoprono gran parte. Copre un'area di circa 25 ettari un tempo appartenuta al clan Gujo originario della provincia di Mino.
Questo cimitero ospita anche le spoglie dei consulenti stranieri, i cosiddetti "Oyatoi Gaikokujin (お雇い外国人)assunti tra il 1874 e il 1899 dal governo giapponese per le loro conoscenze specifiche in un dato campo, invitati per contribuire alla modernizzazione del Giappone e alla sua apertura all'Occidente così fortemente voluta dall'Imperatore ed il suo governo durante l'Era Meiji(明治時代, Meiji-Jidai 1868-1912).
Di recente si è venuta a creare un'associazione di volontari senza scopo di lucro allo scopo di preservare la parte del cimitero riservata ai non-giapponesi. 
Alcuni dei molti famosi residenti stranieri sono:
- Hugh Fraser (1837–1894), ambasciatore britannico in Giappone
- Edoardo Chiossone(1833–1898), cesellatore
- Edwin Dun(1848–1931), consulente agricolo americano
- William Clark Eastlake (1834–87), "Pioniere della Dentistica in Oriente"
- Merriman Colbert Harris (1846–1921) missionario metodista americano e sua moglie Flora B. Harris, missionaria e traduttrice
- Henry Hartshorne (1823–97), dottore e missionario quacchero, padre di Anna Hartshorn
- Joseph Heco (1837–1897), il primo americano naturalizzato giapponese
- Paul Jacoulet (1902–1960), francese, specializzato nella stampa da legno in stile giapponese
- Arthur Lloyd, professore e traduttore inglese
- Henry Spencer Palmer (1838–1893) ingegnere e giornalista britannico
- Julius Scriba (1848–1905), chirurgo tedesco
- Guido Verbeck (1830–98), consulente, insegnante e missionario olandese
- Charles Dickinson West (1847–1908), ingegnere irlandese
- Anna Whitney (1834–1883), madre della diarista Clara Whitney.

## Nagasaki
Questa città ospita tre cimiteri internazionali principali, che sono quelli di Inasa (il cimitero per stranieri più antico del Giappone che contempla lotti separati di sepoltura per Cinesi, Olandesi e russi), Oura (aperto agli inizi della seconda metà del XIX secolo e chiuso nel 1888) e Sakamoto (fondato nel 1888, con una sezione dedicata alle sepolture ebraiche).

## Yokohama
Il cimitero è situato nella zona di Naka, in una bellissima e tranquilla zona della città. Ospita tra l'altro l'ultima dimora di Charles Lennox Richardson, famoso mercante inglese residente a Shanghai che fu ucciso nel cosiddetto Incidente di Namamugi (un assalto di samurai ai residenti stranieri) nel settembre del 1862, quella di John Wilson capitano svedese e o-yatoi gaikokujin, quella dell'artista inglese Charles Wirgman e quella di Ludovicus Stornebrink fondatore dello Yokohama Ice Works. Anche François Bouffier, consulente francese della Guerra Boshin (guerra civile giapponese 1868-1869) e Jean Marlin,membro della prima missione francese in Giappone del 1867 sono sepolti qui. Per visitare il cimitero è richiesto un modesto contributo sotto forma di biglietto d'entrata, i cui proventi sono utilizzati per la manutenzione e la conservazione del sito.
Un altro cimitero per stranieri è quello cinese, il "Cimitero Nanjing" vicino al parco di Negishi, usato per collocare le spoglie dei residenti cinesi prima del definitivo rimpatrio delle salme.

## Hakodate
Il cimitero per stranieri è situato nel distretto di Motomachi ai piedi del monte Hakodate lungo la costa meravigliosa, diviso in sezioni nazionali e culturali. Qui sono conservate le spoglie di due marinai che servivano sulle "navi nere" del Commodoro Perry, che si era recato in Giappone nel 1868 allo scopo di stabilire relazioni commerciali con il paese del Sol Levante.